# Ninguno de los tres se llamaba Trinidad
Ninguno de los tres se llamaba Trinidad es una película española del género spaghetti western estrenada en 1973, dirigida por Pedro Luis Ramírez y protagonizada en los papeles principales por Daniel Martín, Cris Huerta, Ricardo Palacios y Tito García.
El título del film parodia los de las películas Le llamaban Trinidad (1970) y Le seguían llamando Trinidad (1971), ambas protagonizadas por Terence Hill y Bud Spencer.

## Sinopsis
Los Palmer son tres hermanos forajidos, bastante torpes y con evidentes problemas de sobrepeso. En uno de sus asaltos hieren a su primo Brian, atemorizando a su esposa Sheila. Una vez repuesto de sus heridas, Brian  y el sheriff salen en busca de los Palmer, que han atracado un banco.

## Reparto
- Daniel Martín ... Alan Whitman
- Fanny Grey ... Mae
- Margit Kocsis ... Sheila
- Cris Huerta ... Bud
- Ricardo Palacios ... Ray
- Tito García ... Charles
- Judy Collins ... Liz
- Manuel Barrios ... Brian
- Gustavo Re ... Carrigan
- Manuel Bronchud ... Jugador de póquer
- Gaspar 'Indio' González ... Matón
- Juan Torres ... Pasajero de diligencia
- Miguel Muniesa ... Pasajero de carro
- Francisco Jarque ... Pasajero de carro
- Juan Fernández ... Pasajero de diligencia
- Mir Ferry ... Enterrador en tren
- César Ojinaga ... Socio de Mae
- Fernando Rubio ... Bandido barbudo